# Dağdere, Akhisar
Dağdere là một thị trấn thuộc huyện Akhisar, tỉnh Manisa, Thổ Nhĩ Kỳ. Dân số thời điểm năm 2011 là 2.488 người.